# فلنسبورغ

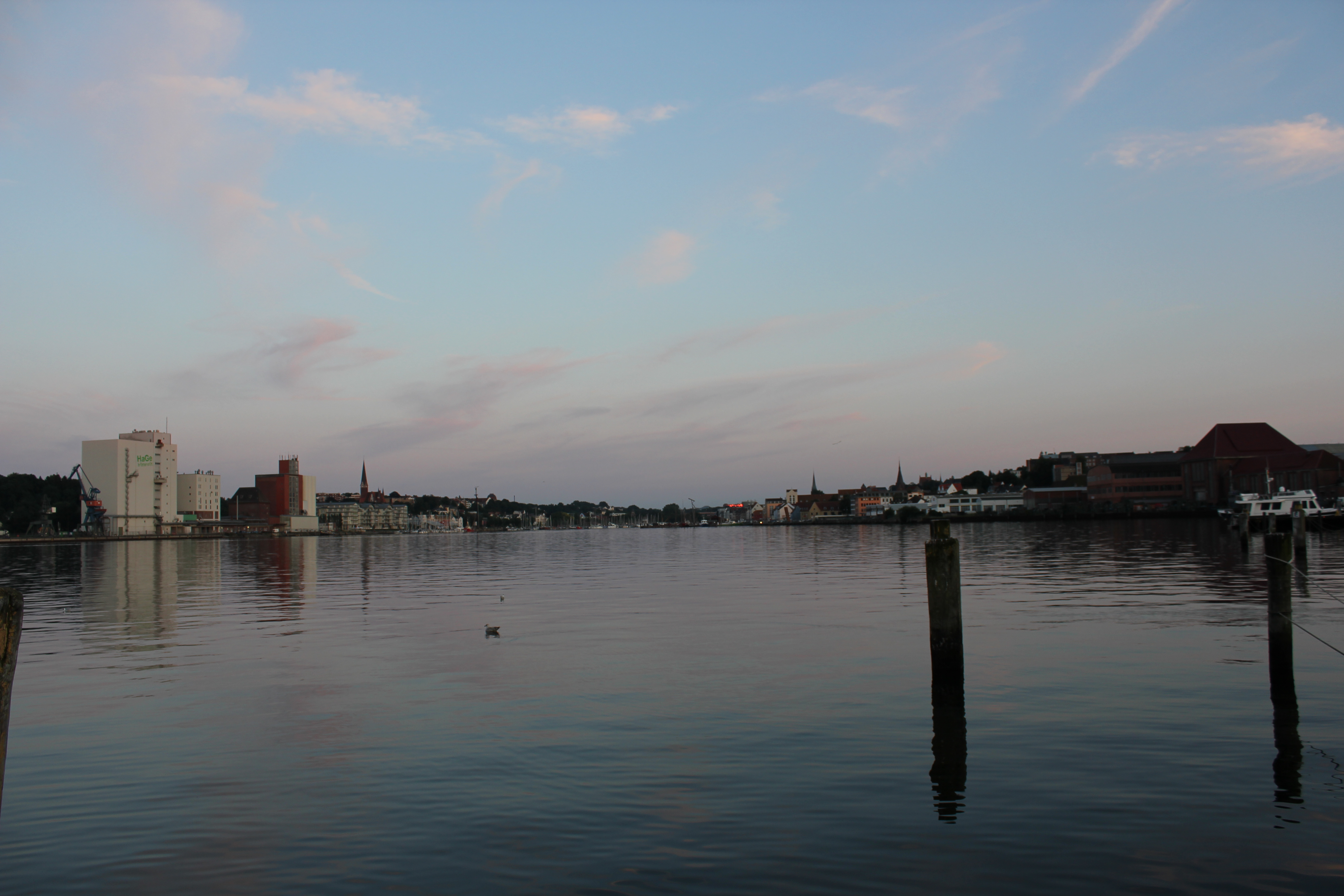
فلـِــنسبورغ

فلـِــنسبورغ (بالألمانية: Flensburg، بالدنماركية Flensborg) مدينة بولاية شليسفيش هولشتاين الألمانية. تقع على ساحل بحر البلطيق في أقصى شمال البلاد على الحدود مع الدنمارك. يناهز عدد قاطنيها 88.000 ساكن.
ولدت بها البهلوانية الدانماركية إلفيرا ماديغان.

## التاريخ
تأسست فلنسبورغ في القرن الثالث عشر في أقصى نقطة داخلية لخلل فلنسبورغ، وبدأت بالنمو بعد تراجع الرابطة الهانزية. بين عامي 1460 و1864 كانت إحدى الموانئ الرئيسية بالمملكة الدنماركية.
استولت عليها بروسيا خلال حرب شلسفيغ الثانية (1864). لا تزال جالية دنماركية كبيرة تعيش في فلنسبورغ.
خلال الحرب العالمية الثانية لم تتطل المدينة عملياً أي أضرار. فر أمير البحر كارل دونيتس إليها في عام 1945 هربا من قوات التحالف، ولكن تم القبض عليه في وقت لاحق هنا.

## توأمة
لفلنسبورغ اتفاقيات توأمة مع كل من:
- نويبراندنبورغ [11]
- سووبسك [11]
- كارلايل (1961 - )

## أعلام
- آنا صوفي أميرة الدنمارك
- هينريتش يانسن
- ماكس كريستيانسن
- مارغريتا الأولى الدانماركية
- توماس فينك
- جاكوب لانج
- غوتهارد فيشر
- كارل أوبيرج
- فريدريش براندت
- كريستيان الخامس ملك الدنمارك